# Dohrniphora sulcatula
Dohrniphora sulcatula är en tvåvingeart som beskrevs av Borgmeier 1960. Dohrniphora sulcatula ingår i släktet Dohrniphora och familjen puckelflugor. Inga underarter finns listade i Catalogue of Life.